# Estación de Tardelcuende
Tardelcuende es un apeadero ferroviario con parada facultativa situado en el municipio español homónimo en la provincia de Soria, comunidad autónoma de Castilla y León. Cuenta con servicios de media distancia operados por Renfe Operadora.

## Situación ferroviaria
Se encuentra en el punto kilométrico 68,8 de la línea férrea de ancho ibérico que une Torralba con Soria, a 979 metros de altitud, entre las estaciones de Almazán-Villa y de Quintana Redonda. El tramo es de vía única y está sin electrificar.

## Historia
El ferrocarril llegó a Tardelcuende el 1 de junio de 1892 con la apertura de la línea Torralba-Soria. Las obras corrieron a cargo de la compañía del Gran Central Español que había obtenido su concesión de Eduardo Otlet titular inicial de la misma tras ganar la correspondiente subasta. Poco duró, sin embargo la gestión del Gran Central Español ya que la compañía quebró un año después y la concesión regresó a su primer poseedor. En 1920, la línea fue traspasada a la Sociedad de los Ferrocarriles Soria-Navarra explotando el trazado hasta la nacionalización del ferrocarril en España en 1941 y la creación de RENFE.
Desde el 31 de diciembre de 2004, Adif es la titular de las instalaciones.

## Servicios ferroviarios

### Media Distancia
Renfe presta servicio de Media Distancia gracias a sus trenes TRD cubriendo el trayecto Madrid-Soria.
| Línea MD | Trenes | Origen/Destino   |  | Destino/Origen |
| -------- | ------ | ---------------- |  | -------------- |
| 54       | TRD    | Madrid-Chamartín |  | Soria          |